# Alberto I de Prusia
Alberto I de Prusia (en alemán: Albrecht; en latín: Albertus; Ansbach, 16 de mayo de 1490 - Tapiau, 20 de marzo de 1568) fue el 37.° Gran Maestre de la Orden Teutónica y, después de convertirse al luteranismo, fue el primer duque de Prusia, con el cual se constituyó en el primer Estado en adoptar la fe luterana.
Ya que Alberto era miembro de la rama del principado de Ansbach de la Casa de Hohenzollern, se esperaba que su elección como Gran Maestre pudiera poner freno al declive que la Orden Teutónica sufría desde 1410; el duque Federico III de Sajonia de la Casa de Wettin fue elegido por las mismas razones. En lugar de ello, Alberto secularizó los territorios de Prusia bajo dominio de la Orden para crear el ducado de Prusia que se uniría en 1618 al margraviato de Brandeburgo, para formar el Estado de Brandeburgo-Prusia.

## Primeros años
Alberto nació en Ansbach, Franconia, como el tercer hijo del margrave Federico I de Brandeburgo-Ansbach. Su madre era Sofía Jagellón, hija de Casimiro IV Jagellón, gran duque de Lituania y rey de Polonia, y de su esposa Isabel de Habsburgo de Hungría. Fue criado para una carrera eclesiástica y pasó algún tiempo en la corte de Herman IV de Hesse, elector de Colonia, que le nombró canónigo de la catedral de Colonia. A pesar de ser muy religioso, también se interesaba por las matemáticas y la ciencia, y en ocasiones se afirma que contradijo las enseñanzas de la Iglesia en favor de las teorías científicas. Su carrera fue remitida por la Iglesia, pero las instituciones de los clérigos católicos apoyaron su temprana antelación.
Asimismo, Alberto acompañó al emperador Maximiliano I de Habsburgo a Italia en 1508 y, después de su regreso, pasó algún tiempo en el reino de Hungría.

## Matrimonio e hijos
Alberto se casó en 1526 con la princesa Dorotea de Dinamarca (1 de agosto de 1504 - 11 de abril de 1547), hija del rey Federico I de Dinamarca. Tuvieron seis hijos:
- Ana Sofía de Prusia (1527-1591)
- Catalina (n y m. 1528)
- Federico Alberto (1529-1530)
- Lucía Dorotea (1531-1532)
- Lucía (1537-1539)
- Alberto (1539-1539)

Se casó en segundas nupcias en 1550 con Ana María de Brunswick-Calenberg (1532 - 20 de marzo de 1568), hija del duque Eric I de Brunswick-Calenberg. La pareja tuvo dos hijos:
- Isabel (1551-1596)
- Alberto Federico de Prusia (1553-1618)